# Pteroma dealbata
Pteroma dealbata är en fjärilsart som beskrevs av Wolfgang Dierl 1971. Pteroma dealbata ingår i släktet Pteroma och familjen säckspinnare. Inga underarter finns listade.